# Гавайская древесница-акепа
Гавайская древесница-акепа, или акепа (лат. Loxops coccineus) — птица из трибы гавайских цветочниц семейства вьюрковых.

## Внешность
Птица была длиной 10 сантиметров и была окрашена в коричнево-зелёный цвет.

## Образ жизни
Питалась насекомыми, пауками и цветочным нектаром. Быстрая подвижная птица, часто подавала голос — протяжный мелодичный свист.

## Исчезновение
Не раз птица объявлялась вымершей. В начале XX века вид ещё считался обычным, но в связи с изменением мест обитания, численность птиц резко сократилась. Последние десять птиц наблюдались в 1970-е годы, а поиски их в 1988 году результатов не дали. В 1995 году была разработана методика сохранения этих птиц, но в природе их найти так и не удалось. Занесена в Красную книгу МСОП, как вид на грани исчезновения.